# Demetrius Zvonimir
Dmitar Zvonimir (in latino Demetrius Sunimirio; ... – 20 aprile 1089) è stato re di Croazia, appartenuto alla dinastia dei Trpimirović, del ramo degli Svetoslavić.
Iniziò la sua carriera politica come capo del banato di Slavonia al servizio di Stefano I di Croazia, divenendo poi duca di Croazia grazie a Cremissiro IV. Cremissiro IV lo nominò poi anche suo erede, nel 1074 e Demetrius succedette al trono croato. Era l'ultimo re di origine croata che esercitò il potere regale.

## Banato di Slavonia e Croazia
Attorno al 1065, sotto il regno di Cressimiro IV, imparentato con gli Orseoli di Venezia, Demetrio governò in Slavonia in qualità di ban.
All'inizio del 1075 Cressimiro IV nominò Demetrio "per grazia di Dio Duca della Croazia Dalmata". Con questo titolo non solo fu messo a capo della Dalmazia settentrionale, ma divenne braccio destro del re e suo erede.

## Biografia
Non si sa molto delle origini di re Zvonimir: solo teorie e speculazioni, una di esse dice che molto probabilmente era discendente di Svetoslav Suronja e il cugino più giovane di Peter Krešimir IV. In un'altra teoria si dice che non avesse nessun legame di sangue con la famiglia reale croata di Trpimirović, ma è stato insignito da Krešimir IV e successivamente eletto (confermato) da un gruppo di nobili croati chiamati bani. Le poche cose realmente conosciute sono che aveva un maestro (magister in latino) chiamato "Šestak", che ha contribuito alla creazione di parecchi monasteri in Croazia, che suo zio materno fu nominato Streza e che la sua famiglia aveva dei poderi vicino a Zaravecchia.

### Regno

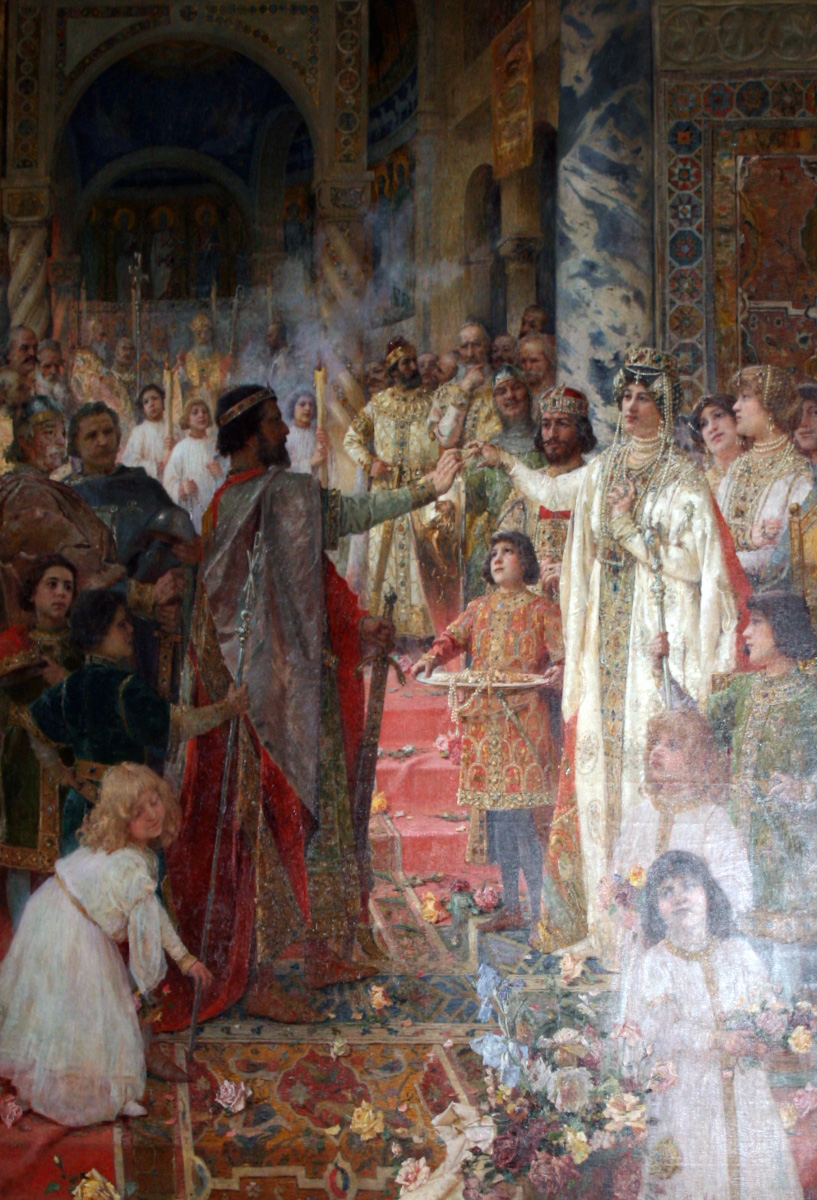
Promessa di matrimonio di Demetrius Zvonimir e Jelena, Celestin Medović (1920).

Demetrio fu incoronato l'8 ottobre 1076 a Salona nella Basilica di San Pietro da una rappresentanza di papa Gregorio VII. Governò da Tenin, per cui la città oggi è soprannominata Zvonimirgrad, cioè città di Zvonimir. Continuò la politica di espansionismo del suo predecessore e cercò anche lui l'alleanza con l'occidente romano e con il papa. Favorì la riforma gregoriana anche nel suo regno e abolì la schiavitù.
Demetrio si scontrò poi con l'Impero bizantino, trovata anche l'alleanza con i Normanni. Quando Roberto il Guiscardo duca di Puglia invase i Balcani occidentali nel 1084 Demetrio sostenne il suo esercito con truppe croate.
Demetrio fu sposato con Jelena Lijepa, sorella di Ladislao I d'Ungheria. Per mezzo di Jelena, era imparentato non solo con la famiglia reale ungherese, ma anche con quella polacca, danese e bulgara. Da lei ebbe un figlio, Radovan, che morì prematuramente, e una figlia, Claudia, che sposò il voivoda Lapcani Lika, e perciò non le fu permessa l'ascesa al trono. Gli succedette Stefano II, l'ultimo della dinastia dei Trpimirović, che però morì poco dopo la conquista del trono, nel 1091, quando fu Ladislao d'Ungheria che ereditò il titolo regale.